# Henri Sarolea

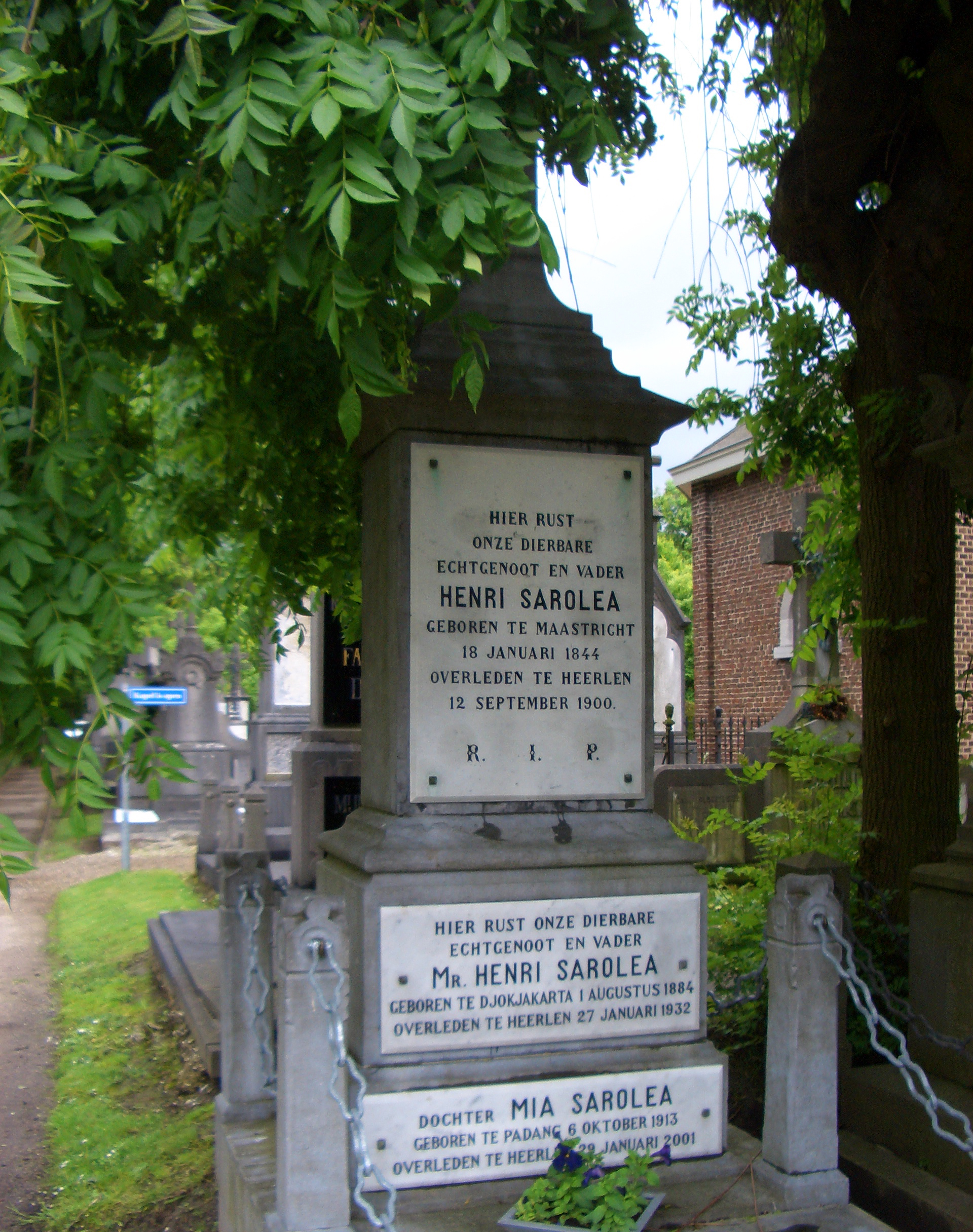
Grafmonument van Henri Sarolea in Heerlen

Henricus Leonardus Cornelius Hubertus Sarolea (Maastricht, 18 januari 1844 - Heerlen, 12 september 1900) was een Nederlands spoorwegaannemer.
Na enige jaren in Nederlands-Indië gewerkt te hebben ging Sarolea, eenmaal terug in Nederland, in Heerlen wonen. Heerlen was in die tijd een dorp en had geen spoorwegverbinding met omringende plaatsen als Aken, Luik en Maastricht. Sarolea was 42 jaar toen hij in 1886 plannen maakte voor de aanleg van de spoorlijn Sittard - Herzogenrath via Heerlen.
De Nederlandse regering zag in eerste instantie weinig in plannen om in deze uithoek van het land een spoorlijn te bouwen, maar door zijn vastberadenheid slaagde Sarolea erin om door te zetten. Op 1 januari 1896 werd de spoorlijn geopend.
Enkele jaren ervoor had de Akense industriële- en mijnbouwfamilie Honigmann een concessie gekocht om in de omgeving steenkool te delven. Mogelijkheden om kolen af te voeren waren er niet, omdat Heerlen in die tijd slechts via landwegen en paden te bereiken was. Een nieuwe spoorlijn betekende dat de kolen snel afgevoerd konden worden. Toen bekend werd dat Sarolea in 1893 begon met het aanleggen van de spoorlijn, bedachten de broers Friedrich (1841 - 1913) en Carl Honigmann (1842 - 1903) zich dan ook geen moment. Nu was de tijd aangebroken dat ze de rijke kolenlagen in Heerlen en omstreken konden ontginnen. Slim als ze waren, bouwden Friedrich en Carl hun mijn pal naast de nieuwe spoorlijn. Al snel was ook Sarolea overtuigd van het feit dat deze mijn Heerlen drastisch kon gaan veranderen. Hij werd zelfs lid van de directie van de Oranje-Nassaumijnen, zoals de onderneming van de Honigmanns heette.
Op 56-jarige leeftijd overleed hij aan een hartstilstand.

## Trivia
De klemtoon ligt op de tweede lettergreep (dus Sarólea). In Heerlen is een van de belangrijkste winkelstraten vernoemd naar Henri Sarolea. De Saroleastraat (of Sarool zoals men in Heerlen zegt) voert vanaf het station naar het winkelhart van Heerlen.